# 한국의 제사

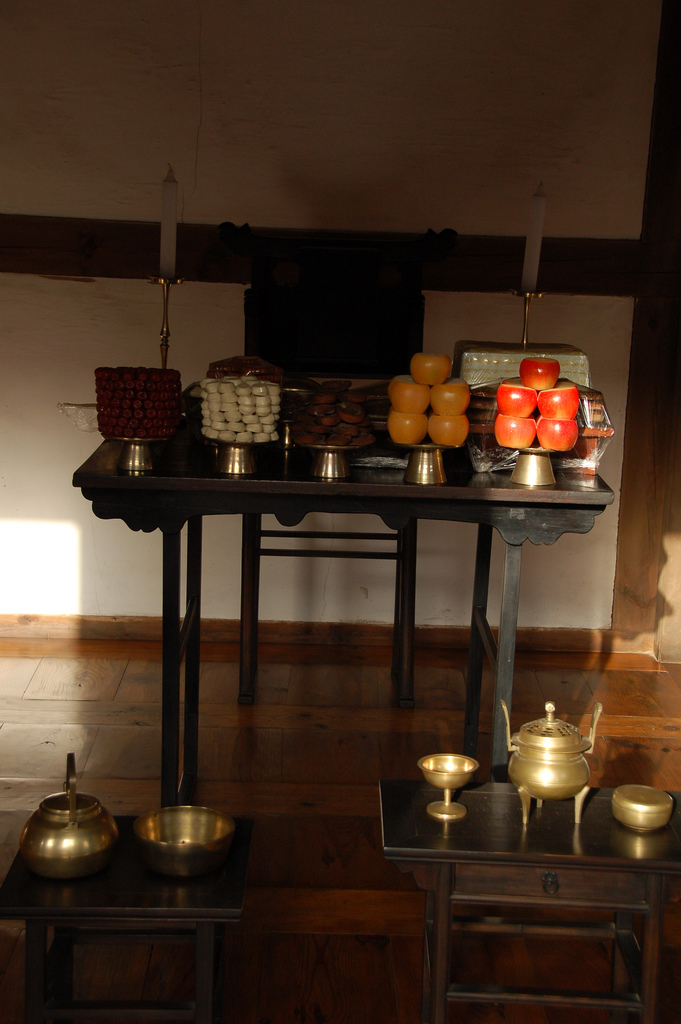
한국의 제사

한국의 제사(韓國의 祭祀)는 크게 천지신명을 비롯한 자연물에 드리는 제사와 조상에게 드리는 제사로 나뉜다.
오늘날에는 흔히 제사는 조상 제사만을 가리키는 때가 많다. 현대에는 기독교나 이슬람교를 믿거나 이민을 가서 제사를 아예 지내지 않는 사람도 있다.

## 제사에 대한 간략한 순서
제수용품(祭需用品)음식물인 제수뿐만 아니라 제기나 다른 물품까지를 아울러 이르는 말이다.
제사상(祭祀床) 또는 제상(祭床)제수를 놓은 제기를 벌여놓은 상이며, 이라고도 부른다.
산제사(-祭祀)생신(生神)을 모시는 제사. 이때 생신은 “살아있는 신”이라는 뜻이며, 아직 돌아가시지 않고 살아계신 고조(高祖)부터 그 윗대를 일컫는다. 이 생신께 올리는 밥을 “메”라 하였으며, 일반 제사에서 제상에 올리는 밥도 역시 메이다. 이때 메를 올리는 사람을 “며느리”라 하였고, 이는 원래 존칭이었으나, 오늘날 아들의 아내를 뜻하는 말이 되었다는 어원설도 있다.
신알(晨謁)매일 아침에 예복을 갖추고 대문 안에서 재배한다. 상중 3년 안에는 빠진다. 고조비 기일이면 제후(祭後)에 행한다.
출입고(出入告)여행할 때는 출발과 귀가 후에 반드시 재배한다.
참례(參禮)삭일(朔日)·망일(望日)·속절(俗節)·천신(薦新)·유사고(有事故) 때 행한다. 속절은 계절에 따라 그에 적합한 젯상을 차리는 것이며, 천신은 속절 때 새로운 첫 곡식·과일·생선을 차려 올리는 것이다. 특히 유사고는 다.
시제(時祭)4계절의 중월(仲月)에 거행하되 정일(丁日)이나 해일(亥日)을 택하며 혹은 춘추분(春秋分)·하동지(夏冬至)·속절일(俗節日)을 택하여도 좋다. 순서는 설위(設位) ― 출주(出主) ― 참신(參神) ― 강신(降神) ― 진찬(進饌) ― 초헌(初獻) ― 아헌(亞獻) ― 종헌(終獻) ― 유식(有食) ― 합문(闔門) ― 계문(啓門) ― 수조 등이며 그 사이사이에 축문식이 있다.
기제(忌祭)고비의 기일에 대청 북편에 배설하며 절차는 이제와 같다.
묘제(墓祭)3월 하순에 택하여 행하며 10월 친진묘(親盡墓)에 하는 것을 세사(歲祀)라 한다. 진찬 ― 강시 ― 참신 ― 초헌 등의 절차는 모두 가제(家祭)와 같다. 따로 산신제(山神祭)도 있다.
동제(洞祭)마을을 지켜주는 동신에게 마을 사람들이 공동으로 기원하는 제사 의례
풍어제(豊漁祭)해안지방에서 수신을 위안하고 어민의 무사함과 풍어를 비는 제사 의례
절사(節祀)경기도 지방에서 한식·추석절에 상묘(上墓)하며 천진조묘에는 행하지 않는다. 절차는 망일참례와 같다.

## 제천 문화
제천 문화는 단군조선을 시작으로 부여의 영고(迎鼓), 동예의 무천(舞天), 고구려의 동맹(東盟), 신라의 신궁제사(神宮祭祀), 고려의 팔관회(八關會)로 계승되었다. 이때까지는 나라가 주관하였다. 그러나 조선이 중국에 조공하고 유교를 지배이념으로 채택하면서 천제문화는 끊긴다. 이후 고종이 천제단인 환구단(圜丘壇)을 세우고 천제 문화를 부활한 것이다. 오늘날 같은 유교식 제사는 고려 말부터 도입되었다. 그 후 조선 초에 사대부를 중심으로 중국의 ‘주자가례’가 수용되면서 점차 보급되었다.

## 국가의례로서의 제사
한국에서는 예로부터 나라에서 나라와 백성의 안전과 복락을 위해 제사를 지내왔다. 이러한 국가 의례에는 제천 행사와 조상 숭배 등이 있다.
제천 행사는 하늘에 제사를 지낸 행사로서 부여의 영고(迎鼓), 동예의 무천(舞天), 고구려의 동맹(東盟), 삼한의 5월과 10월에 지내는 오월제(五月祭)와 시월제(十月祭) 등의 제천행사가 있었다. 그뿐만 아니라 신라와 고려에서 있었던 팔관회(八關會)와 고려와 조선에서 있었던 원구제(圜丘祭)도 제천 행사 가운데 하나이다. 
또한 조상 숭배도 고대로부터 이어졌는데, 고구려에서는 건국 시조인 고주몽과 유화 부인에게 제사를 지냈으며, 고구려에서 갈라져 나왔다고 믿었던 백제에도 동명묘(東明廟)가 있었다. 신라에서는 남해왕 때에 혁거세묘를 세웠다. 고려와 조선에서는 단군을 모시는 제사를 지냈으며, 각각 종묘와 사직을 세워 왕조의 조상을 제사 지냈다. 또한 조선에서는 유교를 숭앙하여 문묘를 두었으며, 그곳에서 지내는 문묘제례가 국가 의례였다.

### 제사와 관련한 축일
국가 의례로서의 제사와 관련된 축일 또는 그와 관련한 날이 오늘날까지 남아 있게 되는 경우도 있다. 이는 국가에서 그러한 제사를 드린다는 의미보다는 전통과 풍습을 존중하여 비슷한 의미를 부여하고자 했다고 보아야 한다.
- 6월 6일 / 현충일 : 망종(芒種)이 이 무렵에 드는데, 망종에는 전사자나 사자에 대한 제사를 지내는 풍습이 있었다.
- 10월 3일 / 개천절 : 한국 최초의 국가인 고조선을 세운 날을 기념한다.

## 봉제사
봉제사(奉祭祀)는 사삿집에서 제사를 지내 조상을 받드는 일로서, 봉사(奉祀)라고도 부른다.

### 조선 중기 이전
조선 중기인 17세기 전반까지는 봉제사를 후손이 행해야 할 의무로서 여겼고, 봉제사에서 아들과 딸을 구별 또는 차별하지 않았다. 다시 말해 돌아가신 어버이나 조상에게 봉제사할 때 아들뿐만 아니라 딸도 지낼 수 있었으며, 사위가 지낼 수도 있었다. 또한 사위의 사위(딸의 사위)나 외손이 지낼 수도 있었다. 심지어 외손자가 일찍 죽자 혈연관계가 없는 사위의 첩의 아들이 제주가 된 때도 있었다. 이렇게 아들뿐만 아니라 딸과 사위까지 제사에서 일정 역할을 맡는 일이 자연스러웠다.
조선 중기까지는 윤회봉사(輪廻奉祀)라고 하여 차례로 돌아가며 제사를 지내는 일이 많았고, 분할봉사(分割奉祀)라고 하여 제사의 일부를 나누어 맡기도 하였다. 또한 외손봉사(外孫奉祀)도 있는데, 이는 아들이 전혀 없어서 외손이 제사를 맡는 일을 가리킨다. 예컨대 율곡 이이의 외가는 3대째 아들이 없어서 그 외손들이 외조부모의 제사를 맡았다.
봉제사를 전담하는 사람은 상속에서 우선권이 주어졌다. 이는 의무를 이행하는 사람에게 권리·권한을 준다는 뜻이었다. 이것에는 아들과 딸(또는 사위)의 구별이나 차별이 없었고, 친손과 외손의 구별이나 차별도 없었다.

### 조선 후기 이후
17세기 후반부터 봉제사에서 남녀의 차별이 생겨났다. 이는 조선사회에서 남자 집안 중심의 제사를 원하게 되었다는 뜻이다. 그에 따라 제사에서 소외된 사외나 외손은 차츰 제사에 빠지는 일이 잦아지며, 그에 따라 제사는 장남(종손)과 맏며느리(종부)를 중심으로 재편된다. 당시 맏며느리의 권한과 권위는 오늘날과 비교할 수 없을 만큼 막강하였다.
| “ | 맏며느리는 모든 문제를 시어머니에게 의논하고, 다른 며느리들은 맏며느리에게 물어야 한다. | ” |
|   | — 《예기》                                                                              |   |

| “ | 맏며느리에게 다른 며느리들은 대적할 수 없으니… 맏며느리와 나란히 걸어서도 안 되고, 윗사람 명령을 똑같이 받아서도 안 되며 맏며느리와 나란히 앉아서도 안 된다. | ” |
|   | — 《예기》 |   |

위의 내용은 맏며느리의 절대적 권위를 알게 해주는데, 조선 중기까지만 해도 이 내용이 중시되지 않았으나, 조선 후기에 오면서 매우 중시된다. 이러한 권위와 권한은 맏며느리가 맡은 의무, 곧 봉제사가 그만큼 막중했음을 뜻한다.
장남과 맏며느리는 차츰 제사를 독점하게 되었고, 그에 따라 상속에서 상속 지분을 독점하게 된다. 이는 제사의 주체가 장남과 맏며느리였다는 뜻이다.
한편 그때 사회 전반에서 일어난 변화는 당시로는 선진적 제도인 부계사회로의 이동이었으며, 또한 조선 사회에서 힘이 분산되기보다 한곳에 모이기를 바랐기 때문이기도 하다. 실제로 일찍 부계적으로 바뀐 집안이 더 잘살고 더 번성하였다.

### 오늘날의 봉제사
정부가 1969년 가정의례준칙 및 가정의례법을 제정하여 허례허식을 피하고 검소한 제례를 갖추도록 권장해 온 이후, 기제의 대상이 4대봉사에서 부모, 조부모 및 배우자로 국한되는 경향이 많아졌다. 1999년 8월 31일 '가정의례준칙'은 폐지하고 동일자로 '건전가정의례준칙'을 공포하였다. 오늘날 봉제사의 주체는 남자 후손이지만 실제 제사 때 일하는 사람은 남자 후손의 아내, 곧 며느리이다. 그러나 며느리에게는 아무런 권한이나 권위도 없이 그저 의무만 있고 가부장제도 역시 이전에 비해 심히 약해졌다. 최근 민법에서 제사를 전담하는 후손은 상속에서 제사를 위해 분할된 재산을 상속받을 수 있다고 하지만 그것이 실제 제사 때 일하는 며느리에게는 아무런 도움을 주지 못한다.
핵가족화, 결혼관의 변화, 종교적 소신 등으로 제사 의식이 퇴색하는 추세이다. 개신교인이나 무슬림이 아니더라도 명절 때마다 늘어나는 인천공항 이용객 수만 봐도 알 수 있듯이 해가 지날수록 조상 제사를 지내는 집안이 점점 줄어들고 있는 사회적 현상이다.
실제로 2017년에는 제사폐지를 청원하는 사건도 있었다.

## 윤행봉사
윤행봉사(輪行奉祀)는 남녀, 재가의 자손 등 모든 자손들이 차별없이 조상의 제사를 돌아가며 지내는 것을 말한다.
고려시대부터 조선 초기까지 자손들이 돌아가면서 제사를 지냈는데, 이것을 윤행(輪行)이라 하였으며, 자손들이 비교적 가까운 곳에 살았고, 재산상속(균분상속)이나 제사 모시는 일에 아들 딸 구분이 없었기에 가능하였다.
조선중기에 이르러 남녀차별로 인한 재산상속 차별, 종손(양자를 들여서라도)의 부각으로 이 풍습은 사라지게 되었다.

## 제사 순서
제사 순서는 지방마다, 집안마다 다를 수 있으나 일반적으로 다음과 같다.

### 강신
강신(降神)은 조상을 모시는 순서로 제주가 향을 피우고, 집사가 제주에게 술을 따라주면, 제주가 이를 받아 모사그릇에 세 번에 걸쳐 붓고, 제주가 두 번 절한다.

### 참신
참신(參神)은 조상에 대해 인사를 하는 순서로 제사 참사자 모든 두 번 절한다.

### 초헌
초헌(初獻)은 첫 잔을 드리는 것을 말하는데, 제주가 향을 피우고 집사가 술을 따라주면 제주가 받아서 3부를 모사그릇에 붓고 집사에게 주며 그 남은 술을 올린다. 젓가락을 반찬에 올린다. 지방에 따라서는 이때 계반(啓飯. 밥뚜겅을 여는 것)을 한다. 제주가 두 번 절한다.

### 독축
축관이 축문을 읽는다. 참사자 전원 곡(哭)을 한다. 오늘날에는 독축을 생략한 집안도 많다.

### 아헌
아헌(亞獻)은 둘째 잔을 드리는 순서인데, 제주의 부인이나 형제가 잔을 올린다. 그러나, 모사그릇에 술을 붓는 절차는 하지 않는다. 이후 참사자에 따라서 잔을 올리는 순서를 되풀이할 수 있다. 봉제사의 경우 직계가 아닌 사위가 참석하였을 경우 술을 올릴 수 있는 기회를 준다.

### 종헌
종헌(終獻)은 마지막 잔을 드리는 순서로 아헌을 한 사람의 근친이 드린다. 아헌과 마찬가지로 모사그릇에 술을 붓지 않는다. 술은 7부만 따른다.

### 삽시
삽시(揷匙)는 수저를 밥의 중앙에 꽂는 절차며, 지역에 따라서는 이 때 계반(啓飯. 밥뚜겅을 여는 것)을 하기도 한다. 젓가락은 위치를 바뀌어 밥의 옆에 놓인 시접으로 옮겨 놓는다. 제주와 함께 제주의 부인이 절을 한다. 제주는 두 번, 제주의 부인은 네 번 절을 한다.

### 유식
유식(侑食)은 조상이 음식을 편하게 드시라고 자리를 비우는 순서로 문을 닫고 밖에서 대기한다. 마루에서 제사를 드리면 아래로 내려가서 기다린다. 방이 한 칸 밖에 없을 때에는 앉아서 기다릴 수도 있다. 문을 닫는 것을 합문(闔門)이라고 부르고, 기다리다가 다시 들어가는 것을 계문(啓門)이라고 하는데, 계문할 때에는 헛기침을 세번해서 들어가겠다는 뜻을 표한다.

### 헌다
헌다(獻茶)는 숭늉을 올리는 절차로, 국 그릇을 물리고 숭늉을 올리고, 숟가락을 밥에서 빼어 숭늉에 말아 놓고, 젓가락은 들어서 상에 부딪혀 고른 후 내려놓는다.

### 사신
사신(辭神)은 작별인사로 제사 참사자 모두가 두 번 절한다.

### 납주
납주(納主)는 지방과 축문을 소각하는 순서로 붙을 붙어 손위에서 태워 하늘로 올려 보내는 의식이다. 남은 재는 향로에 담는다.

### 철상
철상(撤床)은 상에 있는 음식을 내리는 순서로, 촛불을 끄고, 안쪽에 있는 음식부터 차례로 음식을 내린다.

### 음복
음복(飮福)은 제사 음식을 함께 나누어 먹는 순서로 제사 때 드린 술도 함께 나누어 마신다. 참고로 기제사 때는 음복을 하지 않는다. 조상이 돌아가신 날에 차마 고기와 술을 입에 댈 수 없다고 여기기 때문이다.

## 참고 자료
- 이순구 (2007년 9월 23일). “조선의 며느리들도 제사가 싫었을까” (HTML). 중앙SUNDAY. 26면. 2008년 6월 28일에 확인함.
- 이유진 (2013년 7월 3일). ““내가 죽으면 제사 지내지 말고 외식해라”” (HTML). 한겨레.

## 같이 보기
- 진설